# Группа лиева типа
Фраза группа лиева типа обычно означает конечную группу, которая тесно связана с группой рациональных точек редуктивной линейной алгебраической группы со значениями в конечном поле. Термин «группа лиева типа» не имеет общепризнанного точного определения, но важный набор конечных простых групп лиева типа точное определение имеет и они составляют большинство групп в классификации простых конечных групп.
Название «группы лиева типа» отражает тесную связь с (бесконечными) группами Ли, поскольку компактную группу Ли можно рассматривать как рациональные точки сокращённых линейных алгебраических групп над полем вещественных чисел.

## Классические группы
Первым подходом к этому вопросу было определение и детальное изучение так называемых классических групп над конечным и другими полями Жорданом. Эти группы изучали Леонард Диксон и Жан Дьёдонне. Эмиль Артин исследовал порядки таких групп с целью классификации совпадений.
Классическая группа, грубо говоря, является специальной линейной, ортогональной, симплектической или унитарной группой. Существует несколько незначительных вариаций этих групп, которые получаются взятием производных подгрупп или центральных факторгрупп, что даёт проективные линейные группы. Группы могут быть построены над конечными полями (или любыми другими полями) почти так же, как они строятся над вещественными числами. Они соответствуют сериям An, Bn, Cn, Dn,2An, 2Dn групп Шевалле и Штейнберга.

## Группы Шевалле
Группы Шевалле являются, в основном, группами Ли над конечными полями. Теория подробно рассматривалась в теории алгебраических групп и работах Шевалле по теории алгебр Ли, посредством которых было выделено понятие групп Шевалле. Шевалле построил базис Шевалле (подобно целочисленным формам, но над конечными полями) для всех комплексных простых алгебр Ли (или, скорее, их универсальных обёртывающих алгебр), которые могут быть использованы для определения соответствующих алгебраических групп над целыми числами. В частности, он мог брать точки со значениями в любом конечном поле. Для алгебр Ли An, Bn, Cn и Dn это даёт хорошо известные классические группы, но его построение также даёт группы, связанные с исключительными алгебрами Ли E6, E7, E8, F4 и G2. Диксоном уже была построена одна из групп типа G2 (иногда называемых группами Диксона) в 1905 и одна группа типа E6 в 1961.

## Группы Штейнберга
Построение Шевалле не даёт все известные классические группы — остаются унитарные группы и нерасщепимые ортогональные группы. Штейнберг нашёл модификацию построения Шевалле, которая даёт эти группы и два новых семейства 3D4 и 2E6. Второе из этих семейств открыл почти в то же самое время, исходя из совершенно другой точки зрения, Титс. Это построение обобщает обычное построение унитарной группы из общей линейной группы.
Унитарная группа возникает следующим образом: общего вида линейная группа над комплексными числами имеет автоморфизм диаграмм, который задаётся обращением диаграммы Дынкина An (что соответствует получению обратной транспонированной матрицы), и автоморфизм поля, который задаётся комплексным сопряжением. Унитарная группа является группой неподвижных точек произведения этих двух автоморфизмов.
Тем же самым образом, многие группы Шевалле имеют диаграммы автоморфизмов, порождённые автоморфизмами их диаграмм Дынкина и автоморфизмы поля, порождённые автоморфизмами конечного поля. По аналогии со случаем унитарных групп, Штейнберг построил семейство групп, взяв неподвижные точки произведения автоморфизма диаграмм и автоморфизма полей.
Это даёт:
- унитарные группы 2An из автоморфизма порядка 2 группы An
- ортогональные группы 2Dn из автоморфизма порядка 2 группы Dn
- новая серия 2E6[англ.] из автоморфизма порядка 2 группы E6
- новая серия 3D4[англ.] из автоморфизма порядка 3 группы D4

Группы типа 3D4 не имеют аналогов над вещественными числами, так как комплексные числа не имеют автоморфизма порядка 3. Симметрии диаграммы D4 порождают Тройственность.

## Группы Сузуки — Ри
Мичио Сузуки нашёл новые бесконечные серии групп, которые, на первый взгляд, не связаны с известными алгебраическими группами. Римхак Ри знал, что алгебраическая группа B2 имеет «дополнительный» автоморфизм с характеристикой 2, квадрат которого имеет эндоморфизмом Фробениуса. Он нашёл, что если конечное поле характеристики 2 также имеет автоморфизм, квадрат которого имеет отображение Фробениуса, то аналог построения Штейнберга даёт группы Сузуки. Поля с таким автоморфизмом — это поля порядка 22n+1 и соответствующие группы являются группами Сузуки
2B2(22n+1) = Suz(22n+1).
(Строго говоря, группа Suz(2) не считается группой Сузуки, поскольку она не проста — это группа Фробениуса порядка 20.). Ри смог найти два новых семейства
2F4(22n+1)
и
2G2(32n+1)
простых групп, используя факт, что F4 и G2 имеют дополнительные автоморфизмы с характеристиками 2 и 3. (Грубо говоря, при характеристике p можно игнорировать стрелки на рёбрах кратности p в диаграммах Дынкина.) Более маленькие группы 2F4(2) типа 2F4 не являются простыми, но имеют простые подгруппы с индексом 2, называемые группами Титса (названы по имени математика Жака Титса). Наименьшая группа 2G2(3) типа 2G2 не проста, но она имеет простую нормальную подгруппу с индексом 3, изоморфную A1(8).
В классификации простых конечных групп, группы Ри
2G2(32n+1)
— это группы, структуру которых трудно объяснить явно. Эти группы сыграли большую роль в обнаружении первой современной спорадической группы. Группы имеют централизаторы инволюций вида Z/2Z × PSL(2, q) для q = 3n, и при исследовании групп с централизатором инволюций вида Z/2Z × PSL(2, 5) Янко нашёл спорадическую группу J1.
Группами Сузуки являются только конечные неабелевы простые группы с порядком, не делящимся на 3. Они имеют порядок 22(2n+1)(22(2n+1) + 1)(2(2n+1) −1).

## Связь с конечными простыми группами
Конечные группы лиева типа были среди первых групп, рассматриваемых математиками, после циклических, симметрических и знакопеременных групп. Прективные специальные линейные группы над простыми конечными полями PSL(2, p) построил ещё Эварист Галуа в 1830-х годах. Систематическое изучение конечных групп лиева типа началось с теоремы Камиля Жордана, что проективная специальная линейная группа PSL(2, q) является простой для {\displaystyle q\neq 2,3}. Эта теорема обобщена для проективных групп более высоких размерностей и даёт важное бесконечное семейство PSL(n, q) конечных простых групп. Другие классические группы изучал Леонард Диксон в начале 20 века. В 1950-х годах Клод Шевалле понял, что после подходящей переформулировки многие теоремы о полупростых группах Ли допускают аналог для алгебраических групп над произвольным полем k, что привело к построению групп, известных теперь под названием группы Шевалле. Более того, как и в случае компактных простых групп Ли, соответствующие группы оказываются почти простыми как абстрактные группы (теорема простоты Титса). Хотя было известно ещё в 19 веке, что другие конечные простые группы существуют (например, группы Матьё), постепенно сформировалось убеждение, что почти все конечные простые группы могут быть перечислены при подходящем расширении построения Шевалле вместе с циклическими и знакопеременными группами. Более того, исключения, спорадические группы, имеют много общих свойств с конечными группами лиева типа и, в частности, могут быть построены и описаны на основе их геометрии в смысле Титса.
Эта уверенность превратилась в теорему – классификацию простых конечных групп. Исследование списка конечных простых групп показывают, что группы лиева типа над конечным полем включают все конечные простые группы, отличные от циклических групп, знакопеременных групп, группы Титса и 26 спорадических простых групп.

## Малые группы лиева типа
В общем случае конечная группа, ассоциированая с эндоморфизмом односвязной простой алгебраической группой, является универсальным центральным расширением простой группы, так что она является совершенной группой (то есть совпадает со своим коммутантом) и имеет тривиальный мультипликатор Шура. Однако некоторые из меньших групп в семействах выше либо не являются совершенными, либо имеют мультипликатор Шура, больший, чем «ожидаемый».
Случаи, когда группа не совершенна
- A1(2) = SL(2, 2) Разрешимая, порядка 6 (симметрическая группа на 3 точках)
- A1(3) = SL(2, 3) Разрешимая, порядка 24 (двойное покрытие знакопеременной группы на 4 элементах)
- 2A2(4) Разрешимая
- B2(2) Не совершенная, но изоморфная симметрической группе на 6 точках, так что её порождённая подгруппа имеет индекс 2 и является простой с порядком 360.
- 2B2(2) = Suz(2) Разрешимая, порядка 20 (группа Фробениуса)
- 2F4(2) Не совершенная, но производная группа имеет индекс 2 и является простой группой Титса.
- G2(2) Не совершенная, но порождённая подгруппа имеет индекс 2 и является простой с порядком 6048.
- 2G2(3) Не совершенная, но порождённая подгруппа имеет индекс 3 и является простой группой с порядком 504.

Случаи, когда группа совершенна, но мультипликатор Шура больше ожидаемого (ниже фраза «Мультипликатор Шура имеет дополнительную факторгруппу …, так что мультипликатор Шура простой группы имеет порядок …, а не …» сокращена до «Мультипликатор Шура имеет …, порядок … а не …»):
- A1(4) Мультипликатор Шура имеет Z/2Z, порядок 2, а не 1.
- A1(9) Мультипликатор Шура имеет Z/3Z, порядок 6, а не 2.
- A2(2) Мультипликатор Шура имеет Z/2Z, порядок 2, а не 1.
- A2(4) Мультипликатор Шура имеет Z/4Z × Z/4Z, порядок 48, а не 3.
- A3(2) Мультипликатор Шура имеет Z/2Z, порядок 2, а не 1.
- B3(2) = C3(2) Мультипликатор Шура имеет Z/2Z, порядок 2, а не 1.
- B3(3) Мультипликатор Шура имеет Z/3Z, порядок 6, а не 2.
- D4(2) Мультипликатор Шура имеет Z/2Z × Z/2Z, порядок 4, а не 1.
- F4(2) Мультипликатор Шура имеет Z/2Z, порядок 2, а не 1.
- G2(3) Мультипликатор Шура имеет Z/3Z, порядок 3, а не 1.
- G2(4) Мультипликатор Шура имеет Z/2Z, порядок 2, а не 1.
- 2A3(4) Мультипликатор Шура имеет Z/2Z, порядок 2, а не 1.
- 2A3(9) Мультипликатор Шура имеет Z/3Z × Z/3Z, порядок 36, а не 4.
- 2A5(4) Мультипликатор Шура имеет Z/2Z × Z/2Z, порядок 12, а не 3.
- 2E6(4) Мультипликатор Шура имеет Z/2Z × Z/2Z, порядок 12, а не 3.
- 2B2(8) Мультипликатор Шура имеет Z/2Z × Z/2Z, порядок 4, а не 1.

Существует некоторое количество запутывающих «случайных» изоморфизмов между различными малыми группами лиева типа (и знакопеременными группами). Например, группы SL(2, 4), PSL(2, 5) и знакопеременная группа из 5 элементов изоморфны.
Для полного списка этих исключений см. Список конечных простых групп. Многие из этих специальных свойств связаны с определёнными простыми спорадическими группами.
Знакопеременные группы иногда ведут себя, как если бы они были группами лиева типа над полем с одним элементом. Некоторые из малых знакопеременных групп также имеют исключительные свойства. Знакопеременные группы обычно имеют группу внешних автоморфизмов порядка 2, но знакопеременная группа на 6 элементах имеет группу внешних автоморфизмов порядка  4. Знакопеременные группы обычно имеют мультипликатор Шура порядка 2, но группы на 6 или 7 элементах имеют мультипликатор Шура порядка 6.

## Проблемы с обозначениями
К сожалению, нет устоявшихся обозначений для конечных групп лиева типа и литература содержит десятки несовместимых и путающих систем нотации этих групп.
- Простая группа PSL(n, q) обычно не то же самое, что группа PSL(n, Fq) точек (со значениями из Fq) алгебраической группы PSL(n). Проблема здесь в том, что сюръективное отображение алгебраических групп, такое как SL(n) → PSL(n), не обязательно порождает сюръективное отображение соответствующих групп со значениями в некотором (не замкнутом алгебраически) поле. Существуют похожие проблемы с точками других алгебраических групп со значениями в конечных полях.
- Группы типа An−1 иногда обозначаются как PSL(n, q) (проективная специальная линейная группа) или как L(n, q).
- Группы типа Cn иногда обозначаются как Sp(2n, q) (симметрическая группа) или (вводящее в заблуждение обозначение) как Sp(n, q).
- Нотация групп типа Dn («ортогональные» группы) в некоторой степени вводит в заблуждение. Некоторые из используемых обозначений: O(n, q), O−(n, q), PSO(n, q), Ωn(q), но имеется столь много общепринятых обозначений, что невозможно сказать точно, какой группе они соответствуют без дополнительных объяснений. Источник проблемы — простая группа не является ни ортогональной группой O, ни проективной специальной ортогональной группой[англ.] PSO, ни даже подгруппой PSO[12], и, соответственно, не имеет классических обозначений. Неприятная западня — в некоторых источниках, таких как ATLAS[англ.], используется обозначение O(n, q) для группы, не являющейся ортогональной, но являющейся простой. Обозначения Ω, PΩ ввёл Жан Дьёдонне, хотя по его определению группы не является простым для {\displaystyle n\leqslant 4} и то же обозначение может быть использовано для слегка отличных групп, которые совпадают для {\displaystyle n\geqslant 5}, но не для меньших размерностей[12]
- Для групп Штейнберга некоторые авторы используют обозначение 2An(q2) для групп, которые другие авторы обозначают как 2An(q). Проблема здесь в том, что используются два поля, одно порядка q2, другое порядка q, и есть различные идеи, как это отразить в обозначениях. Обозначение «2An(q2)» логичнее и более подходящее, но обозначение «2An(q)» более распространено и ближе к обозначениям для алгебраических групп.
- Авторы расходятся во мнениях, являются ли группы, такие как An(q), группами точек со значениями в простой или односвязной алгебраической группе. Например, An(q) может обозначать либо специальную линейную группу SL(n+1, q), либо проективную специальную линейную группу PSL(n+1, q). Так что 2A2(4) может быть одной из 4 различных групп, в зависимости от того, что под обозначением подразумевает автор.